# 卫岗乳业

卫岗乳业是中華人民共和國南京市的一家牛奶生產企業，是江蘇省最大的乳業企業和中華老字號企業，成立於1928年，前身是宋庆龄和宋美龄創建的國民革命軍遺族學校实验牧场。2002年，南京奶业（集团）有限公司成立，次年南京奶業從國營企業轉變為私營企業，並設立子公司南京卫岗乳业有限公司。

## 外部連結
- 官方网站